# フライトナイト
『フライトナイト』（Fright Night）は、1985年のアメリカ合衆国のコメディホラー映画。監督はトム・ホランド、出演はクリス・サランドンとウィリアム・ラグズデールなど。隣家に越して来た2人組の男性がヴァンパイアだと気付いてしまった平凡な男子高校生を描いている。第13回（1985年度）サターン賞でホラー映画賞など3部門で受賞した（詳細は後述）。
1988年に続編『フライトナイト2/バンパイヤの逆襲』が公開され、2011年に『フライトナイト/恐怖の夜』としてリメイクされている。2013年には二度目のリメイク、『フライトナイト2』が公開された。
キャッチ・コピーは「闇夜 それは人間のものではない」。

## ストーリー
ある日の夜、チャーリーの隣の家に2人の男が棺桶を運んでやってきた。その途端、近所で殺人事件などの奇妙な出来事が多発。しかしそれらはある“恐怖”の序章に過ぎなかった。
ある晩、勉強中だったチャーリーは隣家の男が女を殺害して遺体を隠す場面を目撃、相手にも目撃したことを気づかれてしまう。翌日チャーリーは隣家に殺人犯がいると警察を連れて乗り込むが、途中で「犯人はヴァンパイアだ」と口走ったことで、呆れた警察は帰ってしまう。その夜、チャーリーの家にジェリー・ダンドリッジと名乗る隣家の主人が現れ、チャーリーを人知れず殺そうとする。難を逃れたチャーリーは『フライトナイト』という怪奇ドラマ番組のホストであり、ドラマ内ではヴァンパイアハンター役でもあるピーター・ヴィンセントに悩みを打ち明けるが、視聴率の低下で司会を降ろされたばかりのピーターはチャーリーを頭のおかしい青年だと相手にしなかった。窮地に追い込まれたチャーリーは一人で家に立てこもって戦う準備をするが、その様子を見て心配したガールフレンドのエイミーと友人エドはピーターを金で雇い、チャーリーの思い込みを解こうと4人でジェリーの家を訪れる。ジェリーはチャーリー以外の3人を騙し通していたが、ピーターがかつてヴァンパイアハンターのドラマで使った小道具の鏡で何気なく髪を整えようとするとそのドラマのヴァンパイアと同じようにジュリーが鏡に映らないことに気づく。動揺するピーターだったが、係わり合いになるのを恐れて慌てて帰ってしまう。チャーリーとエドはエイミーを家まで歩いて送っていくことにしたが、人通りの多いところを行こうとするチャーリーに反発したエドは狭い路地へ歩いていきジュリーの餌食となってしまう。ヴァンパイアとなったエドはピーターを襲うがピーターは辛くも十字架で返り討ちにする。一方ジェリーに追われたチャーリーとエイミーは逃げ込んだディスコからピーターに電話で助けを求めるが、その間にジェリーはエイミーを魔力で誘惑し、チャーリーに対してエイミーを殺されたくなかったらピーターと二人で自分の家に来いと言ってエイミーを連れ去ってしまう。チャーリーはピーターに再び助力を求めるも、ピーターはヴァンパイアと化したエドに襲われた恐怖で街から逃げ出そうとしていた。チャーリーはピーターが一緒に来なければエイミーは殺されると説得し、渋々ながらもピーターの同行を取り付け、自分はヴァンパイアハンターだと繰り返し唱えるピーターと共にヴァンパイアの屋敷に乗り込むこととなる。

## キャスト
ジェリー・ダンドリッジ
演 - クリス・サランドン
ヴァンパイア。正体を隠しながら暗躍する。ヴァンパイアである証拠として、人間のときの姿は鏡には映らない。光に弱く、浴びると蒸発し弱るという致命的な弱点がある。とどめを刺され、醜いモンスターの正体を晒しつつ炎上し、断末魔とともに爆発四散した。
チャーリー・ブリュースター
演 - ウィリアム・ラグズデール
17歳の普通の高校生。隣家に住むジェリーがヴァンパイアであることに気付くが、誰にもまったく信用されない。
エイミー・ピーターソン
演 - アマンダ・ビアース
チャーリーのガールフレンド。テレビの人気ホラー番組『フライトナイト』に夢中。ダンドリッジの昔の恋人によく似てる。チャーリーと喧嘩ばかりしているが、実は仲むつまじい。ジェリーにつけこまれて女バンパイアへと変貌するが、ヴィンセントとチャーリーの活躍により元に戻る。
ピーター・ヴィンセント
演 - ロディ・マクドウォール
『フライトナイト』のホスト。チャーリーからの相談を受ける。最初は番組の中だけの偽物のバンパイアキラーだったが、本物のバンパイアキラーとなりチャーリーたちを守っていく。
エド・トンプソン
演 - スティーヴン・ジェフリーズ
チャーリーの悪友。通称「Evil Ed」。チャーリーとは違い頭は良い様子。オカルトに精通しており、隣人を吸血鬼と信じ切っているチャーリーに対してバンパイア対策を講じたりする。「Oh you so cool,brewster!」というセリフはエンディングの決め台詞であり、同作品のドキュメント映画のタイトルにもなった。はじめはチャーリーたちとバンパイアから逃げていたが、ジェリーに漬け込まれて狼男などのモンスターに変身し、十字架を刺され息絶える。
ビリー・コール
演 - ジョナサン・スターク
チャーリーの隣家にジェリーと暮らす若い男。ヴァンパイアではないが生身の人間でもない。ゲイ設定ははっきりとは明言されていないが、ビリーの肩にジェリーがもたれたり、チャーリーに手の甲を鉛筆で刺されたジェリーを労わるなど、ほのめかすシーンがいくつかある。
ジュディ・ブリュースター
演 - ドロシー・フィールディング
チャーリーの母親で看護師。天然な性格だが優しい母親。チャーリーとエイミーの仲を見守っている。夜勤が多め。
レノックス刑事
演 - アート・J・エヴァンス
チャーリーが最初に救いを求めた殺人課の刑事。だが、チャーリーをまったく信用しないどころか、変人扱いして相手にしなかった。少し余裕がなくなると声が裏返る。ウソをつき通そうとするチャーリーに対し、「それが真実なら俺はダーティ・ハリー」と、まるでとりあわなかった。

## 日本語吹替
| 役名                       | 俳優                       | 日本語吹替   | 日本語吹替 |
| 役名                       | 俳優                       | テレビ朝日版 | VOD版      |
| -------------------------- | -------------------------- | ------------ | ---------- |
| ジェリー・ダンドリッジ     | クリス・サランドン         | 安原義人     | 東地宏樹   |
| チャーリー・ブリュースター | ウィリアム・ラグズデール   | 大塚芳忠     | 石川界人   |
| エイミー・ピーターソン     | アマンダ・ビアース         | 高島雅羅     | 潘めぐみ   |
| ピーター・ヴィンセント     | ロディ・マクドウォール     | 羽佐間道夫   | 大塚芳忠   |
| エド・トンプソン           | スティーヴン・ジェフリーズ | 三ツ矢雄二   | 須田祐介   |
| ビリー・コール             | ジョナサン・スターク       | 大滝進矢     | 村治学     |
| ジュディ・ブリュースター   | ドロシー・フィールディング | 藤田淑子     |            |

- テレビ朝日版：初回放送1989年4月30日『日曜洋画劇場』 ※ソフト未収録
- VOD版：Netflixなどの配信で使用されている。

## 作品の評価

### 映画批評家によるレビュー
Rotten Tomatoesによれば、批評家の一致した見解は「『フライトナイト』はヴァンパイアの隣に住む男についてのこの幽霊の物語でスリルとユーモアを巧みに組み合わせている。」であり、37件の評論のうち高評価は92%にあたる34件で、平均点は10点満点中7.40点となっている。
Metacriticによれば、13件の評論のうち、高評価は9件、賛否混在は3件、低評価は1件で、平均点は100点満点中62点となっている。

### 受賞歴
| 映画祭・賞 | 部門         | 候補                   | 結果 |
| ---------- | ------------ | ---------------------- | ---- |
| サターン賞 | ホラー映画賞 |                        | 受賞 |
| サターン賞 | 脚本賞       | トム・ホランド         | 受賞 |
| サターン賞 | 助演男優賞   | ロディ・マクドウォール | 受賞 |

## サウンドトラック
本作の音楽は当時『ターミネーター』などを手掛けたブラッド・フィーデルが担当。サントラ盤ではブラッドによるヴォーカル曲も収録されている。
J・ガイルズ・バンドが歌った主題歌は日本でもシングル・レコードがリリースされた（1985年10月21日発売／07SP-919）。
収録曲
1. Fright Night（主題歌）／J・ガイルズ・バンド
2. You Can't Hide From the Beast Inside／オートグラフ
3. Good Man In a Bad Time／イアン・ハンター
4. Rock Myself to Sleep／エイプリル・ワイン
5. Let's Talk／ディーヴォ
6. Armies of the Night／スパークス
7. Give it Up／イヴリン・キング
8. Save Me Tonight／ホワイト・シスター
9. Boppin' Tonight／ファビュラス・フォンテーンズ
10. Come To Me／ブラッド・フィーデル